# Poiana leightoni
Il linsango di Leighton (Poiana leightoni Pocock, 1907), è un carnivoro della famiglia dei Viverridi diffuso in Africa occidentale.

## Descrizione

### Dimensioni
Carnivoro di medie o piccole dimensioni con la lunghezza della testa e del corpo tra 300 e 380 mm, la lunghezza della coda tra 350 e 400 mm e un peso fino a 700 g.

### Aspetto
La pelliccia è molto corta e soffice. Il colore di fondo è fulvo-giallastro, non differente dal bruno-rossastro o bruno-giallastro del linsango africano, il dorso e i fianchi sono ricoperti di macchie nerastre allungate disposte in 4-5 file che si uniscono in strisce sul collo, mentre sono più piccole sugli arti e in prossimità delle parti ventrali. La gola, il petto e il ventre sono bianchi. La base dei peli dorsali è bianco-grigiastra. Una sottile striscia dorsale nerastra si estende dalle spalle fino alla base della coda, la quale è più lunga della testa e del corpo, è folta ed è ricoperta da 10-12 anelli scuri più sottili lateralmente e ventralmente.

## Biologia

### Comportamento
È una specie parzialmente arboricola. Costruisce nidi sferici con materiale vegetale a circa due metri dal suolo o più in alto, nel quale si rifugia per diversi giorni per poi spostarsi e costruirne di nuovi in altri luoghi.

### Alimentazione
Si nutre di insetti, piccoli uccelli, parti vegetali e noci di cola, talvolta di piccoli roditori e possibilmente di rettili.

## Distribuzione e habitat
Questa specie è diffusa nella Liberia orientale e nella Costa d'Avorio sud-occidentale. Gli avvistamenti di un piccolo carnivoro effettuati sui massicci della Guinea sud-occidentale potrebbero appartenere a questa specie. Probabilmente è presente anche in Sierra Leone.
Vive nelle foreste pluviali.

## Conservazione
La IUCN Red List, considerata che la popolazione di individui maturi è di 6.700-10.000 e un declino della popolazione di circa il 10% negli ultimi 12 anni a causa della perdita del proprio habitat e della caccia, classifica P.leightoni come specie vulnerabile (VU).